# Бунт срещу Север
Бунтът срещу Север е еврейско въстание от 197 година при управлението на Септимий Север имащо първоначално характер на вътрешно-религиозен конфликт между юдеи и самаряни в Римската империя.

## Гражданска война в Рим
Дидий Юлиан през 193 година подкупва преторианската гвардия да го избере за император. Срещу избора му се обявяват управителите на римските провинции:
- Панония – Септимий Север
- Британия – Клодий Албин
- Сирия – Песцений Нигер.

Гражданската война в Римската империя избухва веднага след избора на Дидий Юлиан. През последния период на войната, един срещу друг се изправят Септимий Север и Песцений Нигер. В Палестина, самаряните взимат страната на Нигер, а евреите подкрепят Север. Битките между привържениците на двамата (самаряни и евреи) обхващат цялата провинция. В крайна сметка Север успява да се наложи над Нигер и като награда за еврейската подкрепа, той предоставя на юдеите свобода на вероизповедание и възможността свободно да изповядват юдаизма.
В 197-199 години римляните са ангажирани във война с партите. Север по това време обособява Палестина в отделна провинция от Сирия, докато Самария е превърната в римска колония. Орозий и Евсевий Кесарийски споменават за въстание на самаряните и евреите по това време (197), чието потушаване вероятно е причината, поради която Сенатът присъжда на императора-пълководец Север триумф над евреите (лат. Judaicum triumphum decreverat), който Север, поради болестта си, не може да приеме, а приема му е осъществен от сина му Каракала, който помага на баща си във войната. Възможно е причината за този бунт да са партите, които да подбуждат евреите към бунт срещу римляните с цел възстановяване на храма, като по този начин целят да облекчат положението си във войната с Рим.
Септимий Север, поради подкрепата която получава в гражданската война е толерантен към евреите и християните, но после се настройва враждебно към християните през 202 г., когато те отказват да участват в тържествата по случай навършването на десетилетие от поемане на управлението на империята от Север. По тази причина Север издава строги антиеврейски постановления, като излиза и със забрана езичниците да бъдат обръщани към юдаизма. Тези, които въпреки забраната се обрязват ги чака наказание – конфискация на имуществото и изгнание. Приложението на указа по провинциите не е ревностно, на въпреки това в Александрия и Картаген дава резултати. Със смъртта на Север, изпълнението на императорския указ остава на заден план, а по-сетне и изпада в забвение.
|  | Тази страница частично или изцяло представлява превод на страницата Powstanie przeciwko Sewerowi в Уикипедия на полски. Оригиналният текст, както и този превод, са защитени от Лиценза „Криейтив Комънс – Признание – Споделяне на споделеното“, а за съдържание, създадено преди юни 2009 година – от Лиценза за свободна документация на ГНУ. Прегледайте историята на редакциите на оригиналната страница, както и на преводната страница, за да видите списъка на съавторите. ВАЖНО: Този шаблон се отнася единствено до авторските права върху съдържанието на статията. Добавянето му не отменя изискването да се посочват конкретни източници на твърденията, които да бъдат благонадеждни. |